# Abagta
Abagta (inaczej Abachta) – według biblijnej Księgi Estery 1:10 jeden spośród z siedmiu służących Aswerusa w pałacu w Suzie, określany jako anioł zamętu. Inne przekłady biblijne utożsamiają go również z komornikiem (Biblia gdańska) lub eunuchem (Biblia Tysiąclecia).
Abagta to imię pochodzenia perskiego, prawdopodobnie znaczące Bóg dał.